# Francisco Darnís
Francisco Darnís (né le 12 janvier 1910 à Barcelone, mort le 8 mars 1966) est dessinateur espagnol de bandes dessinées.
Il débute dans la vie comme accordeur de pianos puis ébéniste. Il a un accident qui l'immobilise et commence dès lors à dessiner. Il fait ses premiers dessins en 1928 dans la revue espagnole « Rin Tin Tin » avec Les nouvelles aventures de Cœur loyal. Il dessine ensuite  pour les tebeos « La Risa », « El Coyotte », « El Campeon », « Hazanas Bélicas ». Son œuvre la plus connue « El Jabato » a été réalisée en 1958 avec le scénariste Víctor Mora pour le journal « Bruguera ». Avec Mora il dessine pour les séries Hakim et  Taroïo (revue «En garde !»).
Il meurt en 1966 victime d'une embolie cérébrale.

## Source
- BD Francisco Darnis sur www.bedetheque.com (consulté le 19 février 2015).